# Banco Comercial y Agrícola de Guayaquil
El Banco Comercial y Agrícola de Guayaquil fue un importante banco de la República del Ecuador.

## Historia
El Banco Comercial y Agrícola fue el principal ente bancario del país durante el auge agroexportador cacaotero de fines del siglo XIX e inicios del siglo XX, ya que  capitalizó los ahorros del sector agroexportador guayaquileño.
Fue fundado en la ciudad de Guayaquil en 1894 por Ignacio Casimiro Roca, y presidido posteriormente por Francisco Urbina y Jado  (hijo del expresidente José María Urbina). Este banco tuvo dos millones de sucres de capital originario.
Tuvo gran importancia desde 1914 en donde se le confiere facultades emisoras de dinero. 
El papel hegemónico del Banco Comercial y Agrícola no se limitó al plano económico, pues también penetró en la política. Su principal funcionario, Francisco Urbina y Jado, era el encargado de nombrar la listas de candidatos que triunfaban en las elecciones mediante el fraude electoral según afirman historiadores especialmente de la serranía, pero esto se contradice con las investigaciones hechas por historiadores guayaquileños del presente como Guillermo Arosemena y de la época en cuestión como Víctor Emilio Estrada, exalcalde de Guayaquil.
Tras la Revolución Juliana de 1925 y la caída de la banca guayaquileña, este banco desapareció.